# Gdów
Gdów est une localité polonaise, siège de la gmina de Gdów, située dans le powiat de Wieliczka en voïvodie de Petite-Pologne.